# Guido Debernardi
Guido Debernardi (Torino, 6 gennaio 1894 – Torino, 2 febbraio 1963) è stato un calciatore italiano, di ruolo attaccante. Era noto come Debernardi II per distinguerlo dal fratello maggiore Enrico (Debernardi I), anch'egli calciatore.

## Caratteristiche tecniche
Non particolarmente possente fisicamente, poteva giocare in tutti i ruoli d'attacco, ma dava il meglio di se nel ruolo di ala destra. Si segnalava più che per la tecnica, per la volontà e la determinazione.

## Carriera
Militò nelle file del Torino dal 1910 al 1915, quando le competizioni di calcio vennero interrotte a causa della Grande Guerra; successivamente vi fece ritorno per una stagione, prima di passare "Per motivi che risalgono alla concordia e alla coesione morale della squadra" nel 1920 all'altra squadra cittadina, la Juventus. Nelle sue sei stagioni in maglia granata collezionò 73 presenze e 24 reti in campionato.
Fece il suo esordio con i bianconeri il 24 ottobre 1920, in un derby contro la sua ex squadra e pareggiato per 2-2, mentre la sua prima e unica rete la segnò la partita successiva, il 31 ottobre, contro il Pastore in una vittoria per 4-0. La sua ultima partita in maglia juventina fu il 12 febbraio 1922 in un pareggio per 1-1 con lo Spezia. In due stagioni bianconere collezionò 12 presenze e 1 rete.
In tutta la sua carriera totalizzò 85 presenze e 25 reti in campionato.

## In guerra
Partì per la Grande Guerra col grado di sottotenente del genio, venendone congedato col grado di capitano.
Dopo l'abbandono dell'attività calcistica, si laureò in ingegneria e per il secondo conflitto mondiale venne richiamato a servire nel genio col grado di maggiore.

## Statistiche

### Presenze e reti nei club
| Stagione        | Club            | Campionato | Campionato | Campionato |
| Stagione        | Club            | Comp       | Pres       | Reti       |
| --------------- | --------------- | ---------- | ---------- | ---------- |
| 1910-1911       | Torino          | 1C         | 8          | 2          |
| 1911-1912       | Torino          | 1C         | 14         | 2          |
| 1912-1913       | Torino          | 1C         | 10         | 10         |
| 1913-1914       | Torino          | 1C         | 15         | 6          |
| 1914-1915       | Torino          | 1C         | 17         | 3          |
| 1919-1920       | Torino          | 1C         | 9          | 1          |
| Totale Torino   | Totale Torino   |            | 73         | 24         |
| 1920-1921       | Juventus        | 1C         | 10         | 1          |
| 1921-1922       | Juventus        | 1D         | 2          | 0          |
| Totale Juventus | Totale Juventus |            | 12         | 1          |